# Вотлани (Комсомольський район)
Вотла́ни (рос. Вотланы, чув. Вутлан) — присілок у складі Комсомольського району Чувашії, Росія. Входить до складу Тугаєвського сільського поселення.
Населення — 198 осіб (2010; 179 у 2002).
Національний склад:
- чуваші — 97 %